# Norr, Östersund
Norr är en stadsdel belägen i Östersund vid Storsjöns östra strand. I sydvästra delen av Norr ligger sjukvårdskomplexet  Östersunds Sjukhus. I stadsdelen finns även idrottsanläggningen Hofvallen, Jämtkraft Arena, Riksarkivet, Östersund Arena samt nationalmuseet Jamtli med Jamtli Historieland.

## Geografi
Norr avgränsas i norr av stadsdelen Lugnvik  och Europaväg 14. I öster av Karlslund genom Litsvägen som gränslinje. I söder av stadsdel Staden och gatan Fältjägargränd. I väster är begränsningslinjen Storsjön. Stadsdelen är, liksom stora delar av Östersund, relativt kuperad och sluttar kraftigt mot Storsjön.

### Kvarter och bostadsområden
- Jägarvallen
- Lugnet
- Stadsdel Norr
- Tallåsen

## Historia
Stadsplanen över stadsdel Norr fastställdes 1922 och ritades av Nils Gellerstedt från Stockholm. Planen utvidgades 1928 av stadsingenjör Fridolf Eggwertz. Inom området planerades museum, landsarkiv och lantmäteri. Dessa institutionsbyggnader placerades i anslutning till den redan påbörjade fornbyn Jamtli.

### Området nedanför (väster om) Rådhusgatan och Trondheimsvägen[2]
Efterhand som Östersund blev alltmer fullbyggd började man planera för en utbyggnad av de norra vretlotterna. I första hand behövdes mark till institutionsbyggnader av olika slag. Under 1800-talet hade ett sjukhusområde vuxit fram i norra delen av staden. Det äldsta sjukhuset, med plats för 12 patienter, öppnades 1817. Det nuvarande länslasarettets stora byggnadskomplex tillkom i huvudsak under 1970-talet. Här låg då fängelset, uppfört 1861, som revs 1970 för att ge plats åt sjukhusbyggnaden.
Norra kyrkogården anlades 1810. Under en period kring 1800-talets mitt skedde gravsättning kring gamla kyrkan, men 1869 återinvigdes den då utvidgade Norra kyrkogården.

### Området ovanför (öster om) Rådhusgatan och Trondheimsvägen (före detta I 5)[2]
Jämtlands fältjägarregemente har anor från 1600-talet. Under lång tid låg infanteriet på Frösö läger, men flyttades 1910-1911 till Östersunds dåvarande utkant. Då bestod den norra delen av staden av landsbygd. Delar av det blivande övningsfältet ägdes av bönder i Brunflo socken och på platsen för kasernområdet låg gården Lugnet, som kom att bli en del av regementet.

## Fritid

### Badplatser
- Göviken badplats[3]
- Jamtli Brygga[4]

### Idrottsanläggningar
- Hofvallen Idrottsanläggning - Friidrotts- , fotbollarena mm
- Östersunds Curlinghall
- Jämtkraft Arena - Fotbollsarena
- Östersund Arena - Issporter, gymnastikhall mm

### Turistanläggningar
- Jamtli Historieland[2]
- Jamtli Museum
- Nationalmuseum Norr